# Taksony (Pest)
Taksony est un village et une commune du comitat de Pest en Hongrie.  

## Population
Évolution de la population 

6 105 (1er janvier 2013)
6 100 (1er janvier 2014)
6 189 (1er janvier 2018)
6 480 (1er janvier 2021)
6 894 (1er octobre 2022)
6 842 (1er janvier 2023)
6 882 (1er janvier 2024)